# Останні діти на Землі (телесеріал)
«Останні діти на Землі» (англ. The Last Kids on Earth) — дитячий анімаційний стрімінговий телесеріал, оснований на однойменній книжковій серії Макса Бральє, прем’єра якого відбулася на Netflix 17 вересня 2019 року. Перший сезон триває годину. 17 квітня 2020 року відбулася прем'єра десятисерійного другого сезону (або «Книга 2»), під назвою «Останні діти на Землі та парад зомбі». Третій сезон («Книга 3») вийшов 16 жовтня 2020 року. 6 квітня 2021 року вийшов інтерактивний спеціальний випуск «Щасливого вам Апокаліпсису».

## Сюжет
Четверо крутих дітей потрапили в справжній постапокаліптичний світ: їхній світ став суцільним апокаліпсисом з монстрами та зомбі.

## Персонажі та актори озвучення
| Персонаж       | Озвучує            | Поява          | Поява   | Поява          |
| Персонаж       | Озвучує            | Книга 1        | Книга 2 | Книга 3        |
| -------------- | ------------------ | -------------- | ------- | -------------- |
| Джек Салліван  | Нік Вулфард        | Main           | Main    | Main           |
| Дірк Севідж    | Чарльз Демерс      | Main           | Main    | Main           |
| Джун Дель Торо | Монсеррат Ернандес | Main           | Main    | Main           |
| Квінт Бейкер   | Ґарленд Вітт       | Main           | Main    | Main           |
| Ровер          | Браян Драммонд     | Main           | Main    | Main           |
| Бардл          | Марк Гемілл        | Не з'являється | Main    | Main           |
| Скаелка        | Кетрін О'Гара      | Не з'являється | Main    | Main           |
| Тралл          | Кіт Девід          | Не з'являється | Main    | Не з'являється |
| Шеф-кухар      | Брюс Кемпбелл      | Не з'являється | Main    | Main           |
| Реззок         | Розаріо Довсон     | Не з'являється | Main    | Main           |

1. ↑  Довсон відмічено в головному касті, починаючи з Книги 2, епізоду 9.

| Актор               | Роль           | Опис |
| ------------------- | -------------- | --- |
| Нік Вулфард         | Джек Салліван  | 13-річний сирота та геймер, який став героєм завдяки апокаліпсису. |
| Чарльз Демерс       | Дірк Севідж    | Колишній шкільний хуліган, який став силачем і бійцем з монстрами в команді Джека. Він любить готувати і займатися садівництвом. |
| Монтсеррат Ернандес | Джун Дель Торо | 13-річна дівчинка-пацанка, яка закохана в Джека, але спочатку не відповідала на його почуття взаємністю. Вона намагалася вижити сама, поки батьки не повернуться за нею з рятувальною групою; але вона приєднується до команди Джека і вчиться розважатися під час апокаліпсису. Вона була головним редактором шкільної газети. |
| Ґарленд Вітт        | Квінт Бейкер   | "Ботан", найкращий друг Джека, який винаходить більшість гаджетів, які діти використовують для виживання в пост-апокаліптичному середовищі. |
| Брайан Драммонд     | Ровер          | Собакоподібний монстр з блакитним хутром, який дружить з Джеком у Книзі 1 і стає улюбленцем і талісманом команди. |
| Марк Гемілл         | Бардл          | Грубий монстр-чарівник, який поселився в Joe's Pizza і досліджує паранормальні події та явища. |
| Кетрін О'Гара       | Скаелка        | Жінка-монстр, воїн, яка поселяється в Joe's Pizza і стає другом Джун. |
| Кіт Девід           | Тралл          | Головний антагоніст в Книзі 2, який спочатку видає себе за друга дітей, а потім зраджує їх і своїх товаришів-монстрів. |
| Брюс Кемпбелл       | Шеф-кухар      | Вередливий монстр-кальмар, який поселяється в Joe's Pizza . |
| Розаріо Довсон      | Реззок         | Головний антагоніст серіалу. |

## Список серій
| Сезон      | Епізоди | Епізоди | Оригінальний випуск | Оригінальний випуск |
| ---------- | ------- | ------- | ------------------- | ------------------- |
| Книга 1    | 1       | 1       | 17 вересня 2019     | 17 вересня 2019     |
| Книга 2    | 10      | 10      | 17 квітня 2020      | 17 квітня 2020      |
| Книга 3    | 10      | 10      | 16 жовтня 2020      | 16 жовтня 2020      |
| Спецвипуск | 1       | 1       | 6 квітня 2021       | 6 квітня 2021       |

### Книга 1 (2019)
| № серії (загалом) | № серії (в сезоні) | Назва серії                                      | Режисер(и) | Сценарист(и)                  | Оригінальна дата виходу |
| --- | ------------------ | ------------------------------------------------ | ---------- | ----------------------------- | ----------------------- |
| 1 | 1                  | «Останні діти на Землі» «The Last Kids on Earth» | Вілл Лау   | Макс Брельє та Скотт Петерсон | 17 вересня 2019         |
| 13-річному Джеку, який живе на самоті у своєму містечку, повному монстрів, доведеться швидко думати, знаходити друзів і проявляти творчий підхід, якщо він хоче вижити. |                    |                                                  |            |                               |                         |

### Книга 2 (2020)
| № серії (загалом) | № серії (в сезоні) | Назва серії                                 | Режисер(и)   | Сценарист(и)      | Оригінальна дата виходу |
| --- | ------------------ | ------------------------------------------- | ------------ | ----------------- | ----------------------- |
| 2 | 1                  | «ТРЦ квест» «Mall Quest»                    | Стів Ролстон | Макс Брельє       | 17 квітня 2020          |
| Втомившись від сварок друзів, Джек сподівається, що пошуки в торговому центрі повернуть друзям добрі стосунки, тому що це починає дратувати.                          |                    |                                             |              |                   |                         |
| 3 | 2                  | «Джек Вареничок» «Jack the Slayer»          | Стів Ролстон | Дженніфер Муро    | 17 квітня 2020          |
| Спроби Джека справити враження на своїх чудових нових друзів засмучують Джун, Квінта та Дірка, які відчувають, що він бере на себе всю славу.                         |                    |                                             |              |                   |                         |
| 4 | 3                  | «Майстер Бестіарію» «Bestiary Master»       | Стів Ролстон | Скотт Д. Петерсон | 17 квітня 2020          |
| Відчуваючи себе нікчемним, коли справа доходить до мистецтва боротьби з монстрами, Квінт збирається показати всі свої можливості перед друзями.                       |                    |                                             |              |                   |                         |
| 5 | 4                  | «Парад зомбі» «The Zombie Parade»           | Стів Ролстон | Гейлі Манчіні     | 17 квітня 2020          |
| Досліджуючи кладовище, Джек і Квінт стають ну ДУЖЕ емоційними. Тим часом Джун і Дірк виявляють, що у них багато спільного. Ой жах!                                    |                    |                                             |              |                   |                         |
| 6 | 5                  | «Тралистий шлях» «The Thrull of Victory»    | Стів Ролстон | Джошуа Пруетт     | 17 квітня 2020          |
| У той час як Тралл навчає Джека переслідувати монстрів і зомбі, Квінт і Дірк копають сміття, а Джун вирішує довіритися інтуіції.                                      |                    |                                             |              |                   |                         |
| 7 | 6                  | «Не відволікайся» «Stay on Target»          | Стів Ролстон | Джошуа Пруетт     | 17 квітня 2020          |
| Квінт, Дірк і Джун захоплюються своїм нічним наглядом за зомбі. Але Джек запізнюється... і він повинен принести закуски.                                              |                    |                                             |              |                   |                         |
| 8 | 7                  | «Бентега Джун» «June Gloom»                 | Стів Ролстон | Гейлі Манчіні     | 17 квітня 2020          |
| Коли банда відвідує старий будинок Джун, Джек припускає, що це буде весела прогулянка по провулку спогадів. Ніколи не припускай, Джеку. Ніколи. Не. Припускай.        |                    |                                             |              |                   |                         |
| 9 | 8                  | «Слідом за Дворецьким» «Follow That Butler» | Стів Ролстон | Макс Брельє       | 17 квітня 2020          |
| Додавши в бестіарій ще одного монстра, Джек, Джун, Квінт і Дірк дізнаються тривожну істину: їхня робота ще далека від завершення.                                     |                    |                                             |              |                   |                         |
| 10 | 9                  | «Найтемніше» «Always Darkest»               | Стів Ролстон | Скотт Д. Петерсон | 17 квітня 2020          |
| Обітниця Джека ніколи не довіряти монстру піддається випробуванню. Квінт, Дірк і Джун прагнуть придбати трохи (ну, насправді багато) засобу для боротьби з бур’янами. |                    |                                             |              |                   |                         |
| 11 | 10                 | «Світанок Реззок» «Dawn of Rezzoch»         | Стів Ролстон | Дженніфер Муро    | 17 квітня 2020          |
| Квінта взято в полон, Реззок у люті, а Джек має бажання покласти край всьому цьому хаосу раз і назавжди.                                                              |                    |                                             |              |                   |                         |

### Книга 3 (2020)
| № серії (загалом) | № серії (в сезоні) | Назва серії                                              | Режисер(и)   | Сценарист(и)      | Оригінальна дата виходу |
| --- | ------------------ | -------------------------------------------------------- | ------------ | ----------------- | ----------------------- |
| 12 | 1                  | «Енергетична криза» «Energy Crisis»                      | Стів Ролстон | Дженніфер Муро    | 16 жовтня 2020          |
| У відчайдушному пошуку надійного джерела енергії Джек, Джун, Квінт і Дірк прямують до планетарію, де на них чекає генератор... і дещо інше.                             |                    |                                                          |              |                   |                         |
| 13 | 2                  | «Зомбі вбили радіозірку» «Zombies Killed the Radio Star» | Стів Ролстон | Джаліса Конвей    | 16 жовтня 2020          |
| Банда робить приголомшливе відкриття на пожежному депо, Джек з головою впадає у відеогру, а Джун має бажання спілкуватися.                                              |                    |                                                          |              |                   |                         |
| 14 | 3                  | «Турнір мертвих» «Tournament of the Dead»                | Стів Ролстон | Джошуа Пруетт     | 16 жовтня 2020          |
| Відчуваючи, що Джун, Квінт і Дірк повинні припинити так наполегливо працювати, Джек переконує своїх друзів взяти участь у надзвичайному турнірі з монстрами.            |                    |                                                          |              |                   |                         |
| 15 | 4                  | «Король жахіть» «Nightmare King»                         | Стів Ролстон | Гейлі Манчіні     | 16 жовтня 2020          |
| Джек і його банда намагаються дістатися дуже необхідної антени для свого радіо. Тим часом Джун, Квінт і Дірк відчувають дивні бачення темного майбутнього.              |                    |                                                          |              |                   |                         |
| 16 | 5                  | «Джек Сміттяр» «Junkyard Jack»                           | Стів Ролстон | Джаліса Конвей    | 16 жовтня 2020          |
| Оскільки занепокоєння Джека щодо майбутнього продовжує зростати, він і Джун розділили приємну мить на вершині величезної купи сміття (це виглядало краще, ніж звучить). |                    |                                                          |              |                   |                         |
| 17 | 6                  | «Ідея фікс» «Tunnel Vision»                              | Стів Ролстон | Скотт Д. Петерсон | 16 жовтня 2020          |
| Джек вирішує протистояти Реч, Джун діє на нерви Квінта, а Дірк дізнається про неапетитне третє випробування, щоб стати почесним монстром.                               |                    |                                                          |              |                   |                         |
| 18 | 7                  | «Здихачі зомбі» «Zom-B-Goners»                           | Стів Ролстон | Макс Брельє       | 16 жовтня 2020          |
| Усі починають діяти, коли виснажений Квінт виявляє, що його антизомбні факели не під'єднані до мережі. Тим часом Дірк змушений об’єднатися з Шефом.                     |                    |                                                          |              |                   |                         |
| 19 | 8                  | «Світ Розваг» «Funland»                                  | Стів Ролстон | Дженніфер Муро    | 16 жовтня 2020          |
| Джек переконує Джун, Квінта і Дірка піти в парк розваг, де друзі швидко виявляють, що вони там не самі.                                                                 |                    |                                                          |              |                   |                         |
| 20 | 9                  | «Черево звіра» «Belly of the Beast»                      | Стів Ролстон | Джошуа Пруетт     | 16 жовтня 2020          |
| Після того, як Реззок затягує Джека в альтернативну реальність, Бардл переміщує Джун, Квінта і Дірка в надії, що вони зможуть врятувати Джека, поки не пізно.           |                    |                                                          |              |                   |                         |
| 21 | 10                 | «Не перемикайтеся» «Stay Tuned»                          | Стів Ролстон | Скотт Д. Петерсон | 16 жовтня 2020          |
| Нарешті вибравшись з голови Джека, втомлена банда знову вертається в свої свої тіла лише для того, щоб дізнатися (як несподівано!) — битва ще далеко не закінчена.      |                    |                                                          |              |                   |                         |

### Спецвипуск (2021)
| № серії (загалом) | № серії (в сезоні) | Назва серії                                            | Режисер(и)   | Оригінальна дата виходу |
| ----------------- | ------------------ | ------------------------------------------------------ | ------------ | ----------------------- |
| -                 | -                  | «Щасливого вам Апокаліпсису» «Happy Apocalypse to You» | Стів Ролстон | 6 квітня 2021           |

## Виробництво
26 вересня 2017 року було оголошено, що анімаційна студія Thunderbird Entertainment Atomic Cartoons отримала права на екранізацію серії книг Макса Бральє «Останні діти на Землі» з наміром створити анімаційний телесеріал .
26 лютого 2018 року стало відомо, що Netflix замовив виробництво серіалу. Виконавчими продюсерами стали автор книг Бральє, Скотт Петерсон, Дженніфер Маккаррон та Метью Берковіц. Також Бральє і Петерсон зайняли крісла сценаристів. Серед продюсерських компаній, які беруть участь у серіалі, є й анімаційна студія Thunderbird Entertainment Atomic Cartoons.
13 березня 2019 року оголосили акторський склад серіалу. До касту увійшли Марк Гемілл, Розаріо Довсон, Кетрін О'Гара, Кіт Девід, Брюс Кемпбелл, Ґарленд Вітт, Монтсеррат Ернандес, Чарльз Демерс та Нік Вулфард. Останній отримав роль головного героя Джека Саллівана.
Спочатку повідомлялося, що серіал вийде 30 травня 2019 року, але прем'єра відбулася 17 вересня 2019 року.

## Продукція
На початку 2020 року Jakks Pacific випустив лінійку іграшок за мотивами серіалу. Outright Games планує опублікувати відеоігри, пов’язані з The Last Kids on Earth і The Staff of Doom для різних консолей і ПК у 2021 році. Графічний роман з підзаголовком Thrilling Tales from the Tree House вийшов 6 квітня 2021 року.

## Нагороди та номінації
| Рік  | Нагорода            | Категорія                                      | Номінація                                                           | Результат |
| ---- | ------------------- | ---------------------------------------------- | ------------------------------------------------------------------- | --------- |
| 2020 | Денна премія «Еммі» | Видатна анімаційна програма спеціального класу | Макс Брельє, Метью Берковіц, Дженніфер МакКаррон, Скотт Д. Петерсон | Перемога  |